# Neottia × veltmanii
Neottia × veltmanii là một loài thực vật có hoa trong họ Lan. Loài này được (Case) ined. mô tả khoa học đầu tiên.